# 두발 제한
두발 제한은 개인의 머리 모양과 길이 등에 규정을 두어 제한하는 것을 뜻한다. 일반적으로 군대, 학교, 교도소, 등 특수한 집단에 존재한다.
한국에서는 유교적인 풍습에 따라 머리를 깎지 않았으나, 조선 후기인 1895년에 근대화를 위한 단발령이 선포되었다. 대한민국에서는 1970년대에 풍기 단속을 위하여 남자의 장발을 제한했으나 80년대에 와서 없어졌다. 1980년대 초반 청소년의 두발 자유화를 시행하였으나 점차 학교별로 규정을 마련하게 되었다. 그 장단점과 시행 여부에 대해서는 논란 중이다.

## 변발과 단발령
고려 충렬왕은 신하와 백성들이 몽골식의 변발을 할 것을 요구하여 백성들이 반발하였다. 변발 강요는 공민왕 때까지 계속되었다. 청나라에서도 한족에 변발을 강요하여, 장발이 저항의 의미로 여겨지기도 했다.
조선에서는 1895년, 고종이 낡은 관습을 버리는 의미에서 스스로 머리카락을 깎고 신하와 백성들이 따를 것을 요구하는 단발령(斷髮令)을 내렸다. 이는 1894년의 변복령(變服令)에 이은 것으로, 반일의식과 전통문화 파괴에 대한 우려로 일반인들의 반감을 불러일으켰다. 청나라는 1911년 신해혁명 때에 단발령을 내렸다.
이후 구한말에서 일제강점기에 일본식 제복과 함께 짧은 머리가 도입되었었다.

## 나라별 두발 제한

### 대한민국
학생들의 짧은 머리에 대한 논란은 1960년 이후부터 있어 왔다. 1970년대 중반에는 일반인도 단속대상이 되는 경우도 있었으나, 학생들의 두발에 대한 규정은 점차 완화되었다. 1980년부터는 두발 자유화를 실시하게 되었으나, 학교별 규정은 여전히 존재하여 논란이 되었다.

##### 장발 단속
1970년대에는 히피 문화가 유입되면서 장발족이 증가하자 경범죄로 단속하였고, 머리가 긴 외국인의 머리카락을 깎게 하거나 입국을 금지하기도 하였다.

##### 두발 자유화
‘두발 자율화라고도 한다. 두발 자유화는 커트를 제외한 염색, 파마등 인공적으로 두발 내외에 변화를 준 행위를 금지하는 내에서 자유롭게 두발을 자신 스스로의 뜻과 원칙에 따라 할 수 있도록 규제하지 않는 제도 1982년에는 중·고등학생의 교복 자율화와 함께 두발 자유화가 실시되었는데(1982년에는 교복자율화 실시예고, 1983년에 교복자율화 실시), 이는 이전의 기준을 완화한 것으로, 여전히 두발의 모양이나 길이에 대한 제한은 존재했다. 1985년 이후 사복 구입의 부담 등을 이유로 교복이 다시 부활하면서 학교별로 다소 완화된 규정이 유지되고 있다.
현재 중학교와 고등학교에서 학생들의 두발 제한의 존립여부를 두고 논란이 되고 있다. 반대하는 쪽에서는 학생의 자기결정권·인격권 등의 기본권 침해이므로 폐지되어야 한다고 주장한다. 반면에 찬성하는 쪽에서는 학생들의 생활 통제·집중력 강화 등 면학 분위기 조성을 그 이유로 들고 있다.

##### 학생인권조례
2009년 12월, 경기도 교육청에서는 학생인권조례 초안을 발표하였다. 2010년 3월에는 초안에서 일부 수정되어 입법예고되었다. 2010년 10월에 경기도 교육청에서 학생인권조례를 공포하였다.
2012년 1월 26일, 서울시 교육청에서는 서울특별시 학생인권조례를 공포하였다.

### 조선민주주의인민공화국
조선민주주의인민공화국에서는 1970년대 후반에 긴 머리를 단속하였다. 1980년대에는 ‘규찰대’를 두어 두발과 복장을 단속하였다고 알려졌다. 1990년대에는 중·고등학생에 삭발령을 내리기도 했으며, 2009년에는 옷차림과 함께 머리 모양을 단속하고 있다고 보도되었다.

### 기타
1970년대초, 싱가포르, 베트남 등지에서 입국하는 장발 외국인의 머리카락을 단속하여 문제가 되기도 했다.
1980년대 초에는, 전 세계 대부분의 국가가 교복 및 두발 자율화를 시행하고 있으며, 중화민국, 말레이시아, 싱가포르, 인도네시아, 일본, 타이 등도 자율화되고 있다고 보도되었다.

## 같이 보기
- 단발령
- 교복 자율화
- 오두가단 차발불가단